# 피바디 음악원

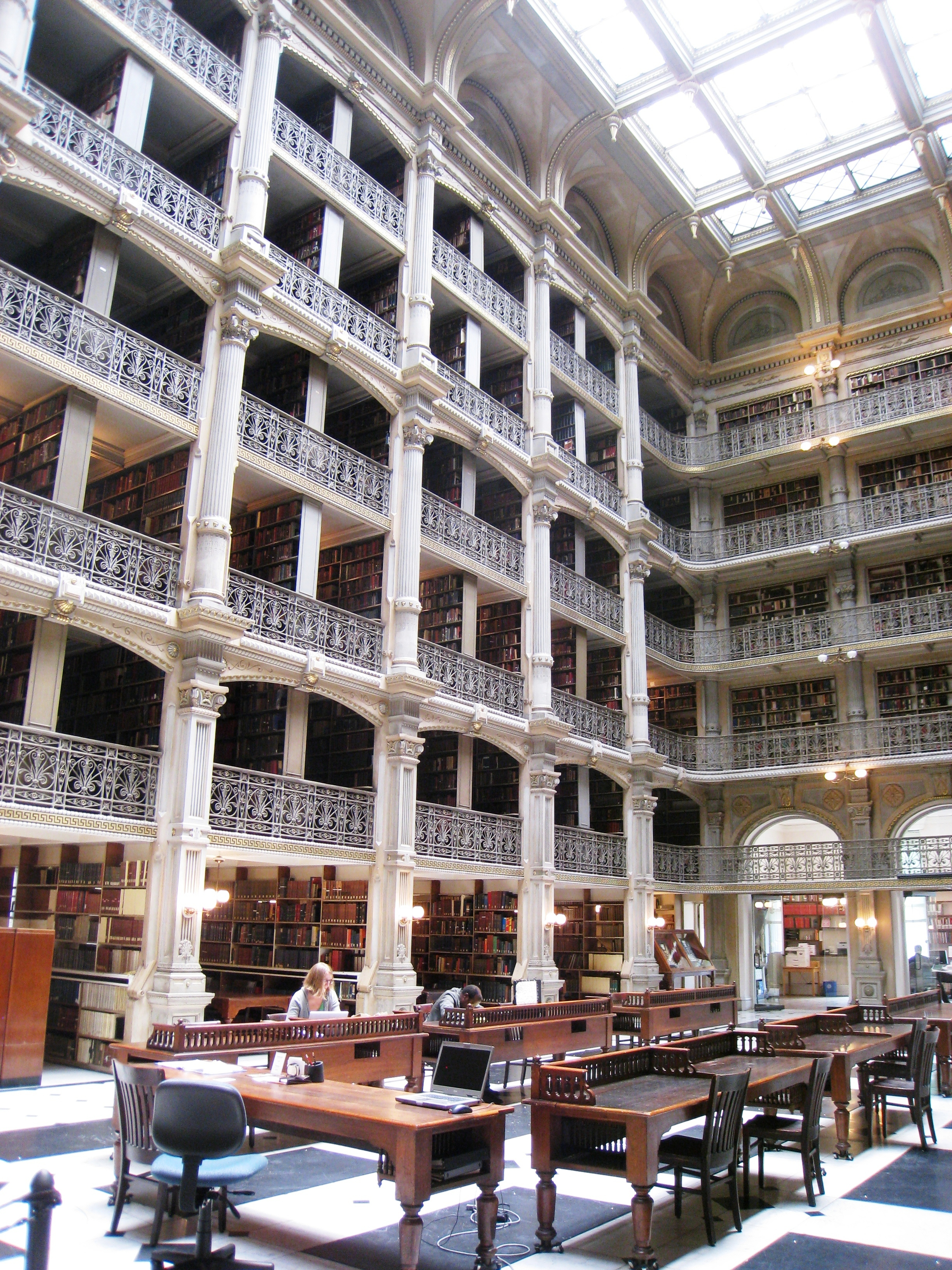
조지 피바디 도서관

피바디 음악원(영어: Peabody Institute, 피바디 음악대학, 피바디 음대)는 미국 메릴랜드주 볼티모어에 위치한 존스 홉킨스 대학교 소속의 미국에서 가장 오래된 음악대학이다. 줄리아드 스쿨, 뉴잉글랜드 음악원, 커티스 음악원 등과 함께 미국의 명문 음대로 손꼽히며 세계적으로도 매우 명성 있는 음악 대학 중 하나이다.

## 역사
1857년, 미국의 자선가 조지 피바디가 설립한 미국 최초의 음악대학인 피바디 음대는, 세계적인 음악가, 작곡가, 지휘자들의 지도 아래 세계 최고의 음대로 거듭났다. 1977년, 피바디 음대는 미국 최고의 대학으로 알려진 존스 홉킨스 대학교로 편입되었다. 이때부터 음대 학생들은 일반대학의 교양과목을 배울 수 있게 되었고, 존스 홉킨스의 학생들은 피바디 음대로부터 세계 최고 수준의 음악교육을 받을 수 있게 되었다. 이는 다른 대학에서는 쉽게 찾아 볼 수 없는 존스 홉킨스와 피바디만의 큰 장점이 되었다.
피바디 음대는 음악박사학위를 수여하는 미국의 156개 대학 중 하나이다. 음대 설립당시 함께 설립된 조지 피바디 도서관과 100,000편의 책, 악보와 음반을 소유하고 있는 아더 프리다임 도서관이 위치하고 있다.

## 같이 보기
- 존스 홉킨스 대학교
- 줄리아드 학교
- 커티스 음악원